# 層序地層學
層序地層學（英語：sequence stratigraphy）是地層學的一個分支。研究以侵蚀面或无沉积作用面以及可与之对比的整合面为界的、有成因联系并具旋回性的地层的年代地层格架内的岩石关系，以及以不整合面或与之相对应的整合面为边界的年代地层格架中具有成因联系的地层。在各種尺度上將沉積沉積物細分並連接成不綜合面單元，並根據沉積物供應的變化和可容空間變化率的變化來解釋這些地層單元。該方法的實質是基於表面識別繪製地層圖，層序地層學是岩石地層學方法的一種有用的替代方法，它強調岩石單元岩性的相似性，而不是時間意義。

## 地質定義
層序地層學的分層概念是基於不整合面所具的同時性（synchronicity）。將地層按不整合面分層，每一層單位其上下均由同一組不整合面分界。因此每一層單位代表屬同時間沉積物。同一層單位内的古生物及岩性可因沉積環境而異。這與生物地層學及岩石地層學不同，岩石地層學的分層是根據岩性界面。但岩性界面是不等時間面(diachronous)。生物地層學是按生物化石而分層。但也是不等時間面。

## 研究方法
與研究地震地層學相似，鑒定層序界面，劃分層序地層單位。再劃分沉積體系。繼而分析地层岩相向上的演变和在平面上的分布。

### 層序界面
層序界面是由于盆地海水相對下降時,近岸大陸棚部分海底出露地表被侵蝕。造成侵蝕不整合面（erosional unconformity）。最具代表性的特徵是界面上具下切谷。遠岸部分未曝露地表，繼續接受沉積，但因爲沉積物向外海堆積，造成層位下超。故層序界面是侵蝕不整合面及其外海延申的下超界面的組合.

### 層序地層單位
層序地層單位(sequence stratigraphic unit）上下皆爲海退期造成的侵蝕不整合面，因此層序地層單位包含兩組海退相沉積物，中間夾一組海侵積物。故在一個層序單位内， 可再下劃分沉積體系；在底部的海退體系（regressive systems tract）。中部為海侵體系（transgressive systems tract）和上部的另一個海退體系。體系的劃分是根據最大海泛面及反射面上超及下超的幾何形狀.

### 岩相沉積歷史
在同體系内分佈的地层，均爲成因上有联系的地层（genetically related）. 因此地层岩相向上的演变和在平面上的分布是有规律序的。进而，繪製古地理圖，表示各沉積環境的分佈。並预测岩相。在無岩石佐證下的勘探過程中，可提高岩相预测的准确性。